# Panot Gaudí

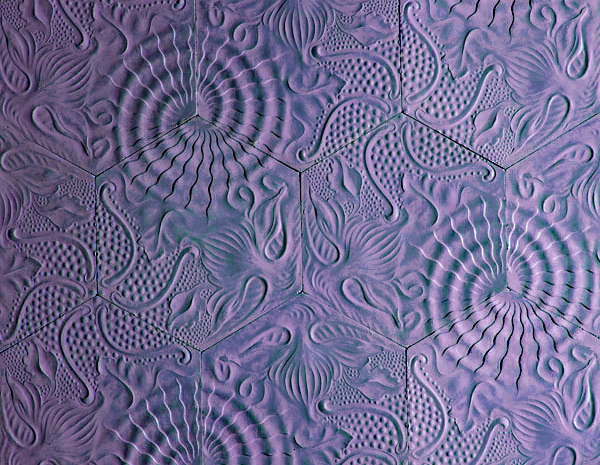
Panot Gaudí

El panot Gaudí és un paviment de forma hexagonal dissenyat per Antoni Gaudí cap al 1904 i que ha esdevingut la seva obra no arquitectònica amb més fortuna, la més editada i probablement la més popular.

## Història
L'arquitecte la va projectar el 1904 per a pavimentar els terres de la casa Batlló. Finalment aquest paviment no es va col·locar, per retards de producció i es va fer servir per a pavimentar els terres de les plantes de servei de la casa Milà (La Pedrera). Va ser el mateix Gaudí qui va definir amb cera el disseny de la peça, l'autor va demostrar la seva destresa en l'àmbit escultòric.
El panot Gaudí trenca amb la tradició de la rajola quadrada que té un motiu ornamental, aquesta és de forma hexagonal. En l'actualitat la rajola està exposada en el MoMA, el primer producte considerat disseny industrial i per la consegüent revolució que originà en els models de la seva època, dissenyats aquests en canvi amb una gran varietat de peces per compondre paviments similars. Gaudí soluciona així amb el disseny un procediment complex i de gran producció amb una sola peça.

## Descripció
El panot no té composicions acolorides, és monocromàtic. Gaudí va voler donar relleu al panot perquè fos la llum i les ombres qui aportessin dinamisme al paviment. Això també aporta al panot un valor afegit, un paviment amb relleu sense necessitat d'afegir color. Cada rajola està decorada amb un terç de cada un dels components del panot, un terç amb els braços estilitzats d'un equinoderm ofiuroïdeu, un terç amb la conquilla d'un cefalòpode ammonit i un terç d'algues del gènere sargassum. És d'aquesta manera que es necessiten 7 rajoles juntes per a poder contemplar en la seva totalitat els tres components que conformen el conjunt. Serà la llum que desdibuixarà amb les clarors i ombres la sinuositat i el moviment continu propis del ritme donat pel mar. Es manté més present encara la temàtica marina que genera diferents profunditats i percepcions.
El denominat “panot Gaudí” és un clar exemple de l'estreta relació que té l'arquitecte amb la naturalesa a l'hora de concebre i representar les seves obres. No es pot mostrar de millor manera com Gaudí considera el mínim detall de la natura. Aquesta peça mostra la vessant geomètrica i simbològica pròpia de l'autor, el contorn hexagonal el podem trobar en molts ambients de la natura, és la màxima concepció d'aprofitament d'espai i reforç estructural. Va considerar tots aquests detalls i els va aplicar al seu disseny, sabem que el motiu del panot era marí i, per tant, tenia molt a veure amb la natura. I és que tant en la forma de la lloseta com les imatges representen l'observació tan meticulosa de Gaudí de les estructures de la naturalesa, “aquesta naturalesa que sempre és la meva mestra” com deia l'arquitecte.
Per formar cadascun dels elements de la decoració, Gaudí va emprar un motlle d'argila i va anar amassant amb els dits les formes, i posteriorment les va anar allisant. Aquesta és la diferència entre el panot original (i els del segle XXI fets amb morter d'altes prestacions) i les reinterpretacions de la segona meitat del segle xx.
Degut a la importància de la peça i la gran repercussió que ha tingut per a la ciutat de Barcelona es va consultar al Doctor Enric Gadea i Buisan, membre numerari de la Reial Acadèmia de Ciències i Arts en la secció de Biologia per esbrinar quins eren els components que formaven aquest dibuix. Es demostrà que es tracta de:
- La conquilla, seria un fòssil d'ammonit de la classe dels cefalòpodes.
- L'estrella de mar, seria un equinoderm de la classe ofiuroïdeus, semblant a l'estrella de mar, ara bé, les estrelles de mar tenen cinc braços i en aquest cas el disseny en té sis.
- Les algues, un vegetal de tipus tal·lòfit, del gènere Sargassum.

## Escofet
Va ser Escofet que va estar fabricant el model des de l'any 1906 fins a l'any 2015. Inicialment, el model dissenyat per Gaudí fins a la dècada de 1930. L'any 1962 es va presentar una interpretació del panot, amb formes més arrodonides per evitar-ne el desgast i problemes de desemmotllat, i fet amb el sistema Vibrazolit amb el qual Escofet li donava una millor resistència. Aquest segon model es va fabricar fins al 1964. L'any 1971 Escofet va fabricar una interpretació del panot, que va ser una proposta equivocada perquè la mida de la rajola era molt grossa i això feia que es trenqués amb facilitat; a més a més van donar una tonalitat blavosa que recordava al mar, però els raigs de sol descolorien el paviment. El 1997 es va fer un redisseny partint del motlle que Escofet tenia guardat. Va ser llavors quan es va proposar reproduir el mateix disseny i mides però amb el relleu invertit; també d'aquesta manera es millora la resistència, ja que se situa a l'exterior i que això comporta un major desgast en comparació a la rajola amb relleu. La tonalitat inicial era grisa tot i que va acabar agafant tons verdosos. Actualment podem trobar aquesta peça davant de la Pedrera al Passeig de Gràcia, per exemple, un dels carrers més concurrents de la ciutat de Barcelona. Podem dir que aquest paviment cobreix una superfície de 60.000 metres quadrats considerant el total de superfície on ha estat col·locada com si es tractés d'una catifa ben ample sense costura. Durant alguns anys aquest tipus de peça exterior ha estat, per contracte, exclusiva de la ciutat de Barcelona. Aproximadament el 2010, Escofet va reprendre la fabricació del panot inicial, amb una còpia en cautxú dels motlles inicials de 1906, però mitjançant el sistema Stonita que empra morters d'altes prestacions (HPC - High Performance Concrete), i elaborat en les antigues fàbriques que havien pertangut a Gres Catalan. El model es podia aconseguir en color verd-blavós com l'original, però també en un verd-marronós, en negre, blanc. La fabricació es va tancar aproximadament el 2016. Escofet no té, actualment, intenció de continuar fabricant aquest tipus de panot.
Actualment diverses marques fabriquen còpies o imitacions del panot (en positiu o en negatiu) que es pot trobar als paviments del Passeig de Gràcia, generalment amb finalitats decoratives de parets o de paviments interiors. El paviment amb la forma original del motllo de 1906 es pot trobar, fet amb morters d'altes prestacions HPC, produït per l'empresa hongaresa Ivanka.

## Característiques tècniques del redisseny
El redisseny d'Escofet té una tonalitat verd-grisosa i de composició bicapa. És un paviment vibropremsat que té un gruix de 4,5 centímetres a diferència dels 2 centímetres de gruix que tenia l'original, ja que es tractava d'una rajola per a interiors. Es col·loca sobre un llit de morter de 3 a 5 centímetres de gruix, que alhora s'assenta sobre una llosa de formigó d'entre 10 i 15 centímetres, segons el previst per a les futures càrregues del trànsit ocasional de vehicles. Té un pes de 6 kg.
Els perfils de sis costats ens recorden a les cel·les d'una bresca d'abelles o el dibuix de les closques de les tortugues. El dibuix fidel a l'original mostra les figures en baix relleu, l'estrella de mar, el caragol de mar i les algues, que evoquen la sinuositat del moviment marí.
El seu format hexagonal dona lloc a un paviment homogeni, continu i sense directrius, doncs la línia que separa cada peça queda oculta. I on la textura del seu relleu s'imposa gràcies a la llum.